# Faslane Castle
Faslane Castle ist eine abgegangene Burg in der Nähe von Faslane-on-Clyde in der schottischen Council Area Argyll and Bute beziehungsweise in der Grafschaft Dunbartonshire. Das Gelände liegt oberhalb des Gare Loch. Heute wird es von der Marinebasis Coulport dominiert.
Im Mittelalter gehörte Dunbartonshire den Mormaers of Lennox. Anfang des 13. Jahrhunderts vermachte der Mormaer Ailín II. einem seiner jüngeren Söhne, Amhlaíbh, ein ausgedehntes Stück Land östlich des Gare Loch. Von Amhlaíbh stammt Walter of Faslane; er war ein Urenkel von Ailín II. Nach dem Tod von Mormaer Domhnall, wurde Walter of Faslane der Vertreter der männlichen Linie des Hauses Lennox. Mit der Heirat mit Margaret, Tochter von Domhnall, wurde Walter of Faslane selbst Mormaer.
Die Burg soll laut dem Geschichtswissenschaftler des 19. Jahrhunderts, William Fraser, auf das 12. Jahrhundert zurückgehen. Ein Medievalist des 21. Jahrhunderts, Geoffrey Stell, trug eine Aufstellung von Motten in Schottland zusammen und listete für Dunbartonshire nur vier davon auf, von denen eine Faslane Castle ist. Laut Fraser war die Burg häufig von den Earl of Lennox und seinen Familienmitgliedern bewohnt.
Faslane Castle taucht in einem epischen Gedicht namens The Wallace aus dem 15. Jahrhundert auf, das von Blind Harry geschaffen wurde. Die Geschichte erzählt, dass Wallace die Stadt Dumbarton plünderte und die Burg von Burg von Rosneath verwüstete – die moderne Ortschaft Rosneath liegt auf der anderen Seite des Gare Loch. Dann zog er weiter über den See nach Faslane Castle, wo er vom Mormaer Maol Choluim I. willkommen geheißen wurde.
1543 vermachte Matthew Stewart, 2. Earl of Lennox, Faslane Castle an Adam Colquhoun. 1567 erwarben die Campbells of Ardkinlass die Burg zusammen mit Garelochhead und verkauften sie vor 1583 wieder an die Campbells of Carrick. 1693 war die Burg in den Händen von Sir John Colquhoun aus Luss, der sie an Archibald MacAulay aus Ardincaple verlehnte. Laut dem Geschichtswissenschaftler des 19. Jahrhunderts, Joseph Irving, bildete das ruinierte Faslane Castle Mitte des 18. Jahrhunderts „einen Schutz für den letzten Vertreter einer einst mächtigen Familie“ – den letzten Clanchef der MacAulays von Ardincaple.
Fraser berichtete 1869, dass weder Gebäude noch irgendwelche anderen Teile der Burg sichtbar seien. Das einzige Überbleibsel der Burg sei ein grüner Mound über der dem Punkt, an dem zwei tiefe Schluchten aufeinandertreffen, zwischen zwei kleinen Wasserläufen, deren Ufer steil seien. William Charles Maughan stellte fest, dass zu seiner Zeit das Burggelände „durch einen kleinen Mound, in der Nähe des murmelnden Baches, der in die Bucht fließt“, erkannt werden könne. Maughan schrieb auch, dass in Faslane eine Eiche an einem Platz stehe, der im Schottisch-Gälischen Cnoch-na-Cullah (deutsch: Gockelhügel) heiße, dies nach der Legende, dass ein Gockel unter den Ästen der alten Eiche auf dem Hügel krähen würde, ein Mitglied des Clan MacAulay bald sterben werde.
Es steht geschrieben, dass das Gelände von Faslane Castle zerstört wurde, als die West Highland Railway in den Jahren 1891–1894 darüber gebaut wurde.